# Heuilley-Cotton
Heuilley-Cotton is een plaats en voormalige gemeente in het Franse departement Haute-Marne in de regio Grand Est en telt 270 inwoners (1999). De plaats maakt deel uit van het arrondissement Langres.

## Geschiedenis
Op 1 januari 2016 is Heuilley-Cotton samen met de gemeente Villegusien-le-Lac opgegaan in een nieuw gevormde gemeente, eveneens geheten Villegusien-le-Lac, waarbij de beide "oude" gemeenten de status van commune déléguée kregen. 

## Geografie
De oppervlakte van Heuilley-Cotton bedraagt 10,2 km², de bevolkingsdichtheid is 26,5 inwoners per km².
De onderstaande kaart toont de ligging van Heuilley-Cotton met de belangrijkste infrastructuur en aangrenzende gemeenten.

## Demografie
Onderstaande figuur toont het verloop van het inwonertal (bron: INSEE-tellingen).